# 1639 Bower
Az 1639 Bower (ideiglenes jelöléssel 1951 RB) a Naprendszer kisbolygóövében található aszteroida. Sylvain Julien Victor Arend fedezte fel 1951. szeptember 12-én.